# 芝勒貢
芝勒貢是印度尼西亞的城市，由萬丹省負責管轄，位於該國東南部爪哇島西部，面積175.5平方公里，受熱帶氣候影響，2009年人口386,985，人口密度為每平方公里1,989人。

## 外部連結
- （印尼文） Cilegon Government Site（页面存档备份，存于）